# 第十二書簡
『第十二書簡』（だいじゅうにしょかん、希: Ἐπιστολή ιβ'、羅: Epistula XII、英: Epistle XII, Twelfth Epistle, Twelfth Letter）は、プラトンの『書簡集』中の書簡の1つ。偽作と考えられる。
紀元前388年から紀元前367年の間、すなわち第1回シケリア旅行から第2回シケリア旅行の間の期間、プラトンが友人であるイタリア半島南部ターラス市のピタゴラス学派の政治家アルキュタスから、資料の覚書を受け取り、それに対する感謝と自分側の覚書の送付について述べている、という体裁となっている。

## 日本語訳
- 『プラトン全集14　エピノミス(法律後篇)・書簡集』 水野有庸・長坂公一訳、岩波書店